# Stojczo Mładenow
Stojczo Dimitrow Mładenow (bułg. Стойчо Димитров Младенов; ur. 12 kwietnia 1957 w Płoskich) – bułgarski piłkarz i trener piłkarski.

## Kariera piłkarska
Karierę piłkarską rozpoczynał w klubie z rodzinnego Dimitrowgradu, ale w wieku dziewiętnastu lat przeszedł do Beroe Starej Zagory, gdzie występował przez kolejne cztery sezony. Grając w barwach Beroe, zyskał opinię jednego z najbardziej obiecujących młodych napastników, a wywalczenie w sezonie 1977–1978 korony króla strzelców ligi zaowocowało niedługo potem propozycją transferu do CSKA Sofia. W klubie ze stolicy kraju spędził sześć lat; oprócz tytułów zespołowych (trzy mistrzostwa kraju, dwa Puchary Bułgarii) zdobył również kilka wyróżnień indywidualnych, m.in. tytuł najlepszego piłkarza Bułgarii w roku 1983. Po Mundialu 1986 wyjechał za granicę, do Portugalii, gdzie występował aż do końca piłkarskiej kariery. Był zawodnikiem klubów CF Os Belenenses, z którym zdobył puchar kraju oraz zajął trzecie miejsce w lidze, a także Vitórii Setúbal (w sezonie 1990–1991 zaliczył spadek z ligi), Estorilu Praia oraz drugoligowego SC Olhanense. Łącznie w Portugalskiej Superlidze rozegrał 193 mecze (60 goli).
W reprezentacji Bułgarii zadebiutował w 1978 roku. Był liderem linii ataku przez całą dekadę lat 80., najczęściej jako partner Bożidara Iskrenowa albo Płamena Markowa. Spełnieniem jego reprezentacyjnej kariery był występ na Mundialu 1986, na którym podopieczni Iwana Wucowa – po raz pierwszy w historii - przebrnęli przez fazę grupową i awansowali do drugiej rundy turnieju, w której przegrali 0:2 z Meksykiem. Mładenow zagrał we wszystkich trzech spotkaniach grupowych. Z reprezentacją pożegnał się w 1989 roku: po kilku latach nieobecności został powołany przez tymczasowy duet selekcjonerów Dimityr Penew-Dinko Dermendżiew na mecz z Rumunią (0:2) w eliminacjach do Mundialu 1990.

## Sukcesy piłkarskie
- mistrzostwo Bułgarii 1981, 1982 i 1983, Puchar Bułgarii 1983 i 1985, Puchar Armii Sowieckiej 1985 i 1986 oraz półfinał Pucharu Europejskich Mistrzów Krajowych 1981–1982 z CSKA Sofia
- Puchar Portugalii 1989 oraz trzecie miejsce w lidze 1987–1988 z CF Os Belenenses
- Piłkarz roku 1983 w Bułgarii.
- Król strzelców I ligi bułgarskiej w sezonie 1977–1978.

## Kariera szkoleniowa
W Portugalii rozpoczął pracę szkoleniową jako asystent. Do kraju powrócił dopiero w 1996 roku, aby objąć stanowiska dyrektora sportowego w CSKA Sofia. Dwa lata później został opiekunem kadry U-21.
Mimo porażki w eliminacjach do MME i braku wyników w pracy szkoleniowej, w 2000 roku otrzymał nominację na selekcjonera reprezentacji seniorskiej. Na finiszu kwalifikacji do Mundialu 2002 Bułgarzy zajmowali pierwsze miejsce w swojej grupie, ale w ostatnich meczach ulegli 0:2 Danii i 0:6 Czechom i nawet nie awansowali do barażów. Mładenow podał się do dymisji.
Później pracował m.in. dwukrotnie w CSKA Sofia (dwa razy mistrzostwo kraju) oraz klubach w Grecji, Arabii Saudyjskiej i Egipcie.
W marcu 2012 po ligowej porażce 0:2 z Czernomorcem Burgas z funkcji trenera CSKA Sofia został poproszony o odejście Dimityr Penew. Jego następcą został Mładenow. Kiedy przychodził, CSKA zajmował trzecie miejsce w lidze.

## Sukcesy szkoleniowe
- mistrzostwo Bułgarii 2002–2003 i 2007–2008 z CSKA Sofia
- najlepszy trener sezonu 2002–2003 oraz 2007–2008 w lidze bułgarskiej